# Massiccio dell'Embrunais
Il Massiccio dell'Embrunais è un gruppo montuoso francese delle Alpi del Delfinato.
Si trova nel dipartimento delle Alte Alpi e prende il nome dall'Embrunais, regione intorno alla città di Embrun.

## Definizione
La SOIUSA definisce il Massiccio dell'Embrunais come una sottosezione alpina e vi attribuisce la seguente classificazione:
- Grande parte = Alpi Occidentali
- Grande settore = Alpi Sud-occidentali
- Sezione = Alpi del Delfinato
- Sottosezione = Massiccio dell'Embrunais
- Codice = I/A-5.VI.

Altre definizioni lo vedono come parte del Massiccio des Écrins.

## Delimitazione
Confina:
- a nord con il Massiccio des Écrins (nella stessa sezione alpina) e separato dal Pas de la Cavale;
- a est con le Alpi del Monginevro (nelle Alpi Cozie) e separato dal fiume Durance;
- a sud con le Alpi del Monviso (nelle Alpi cozie) e separato dal fiume Durance e dal lago di Serre-Ponçon;
- a sud-ovest con i Monti orientali di Gap (nella stessa sezione alpina) e separato dal torrente Réallon e dal Col de Charges;
- a nord-ovest con il Massiccio del Champsaur (nella stessa sezione alpina) e separato dal torrente Drac Blanc.

Ruotando in senso orario i limiti geografici sono: Pas de la Cavale, torrente Fournel, fiume Durance, lago di Serre-Ponçon, torrente Réallon, Col de Charges, torrente Drac Noir, torrente Drac Blanc, Pas de la Cavale.

## Suddivisione
Si suddivide in un supergruppo, tre gruppi e tre sottogruppi:
- Catena Rougnoux-Rochelaire-Mourre Froid (A)
  - Gruppo delle Pointes de Rougnoux (A.1)
  - Gruppo Pic de Rochelaire-Tête de Vautisse (A.2)
    - Nodo del Grand Pinier (A.2.a)
    - Cresta Roc Blanc-Tête de Couleau (A.2.b)
    - Nodo Pic de Rochelaire-Tête de Vautisse (A.2.c)

  - Gruppo del Mourre Froid (A.3)

## Vette
Le montagne principali del gruppo sono:
- Tête de Soulaure - 3.242 m
- Tête de la Cannonière - 3.219 m
- Pointe de Rougnoux - 3.179 m
- Tête de Vautisse - 3.162 m
- Grand Pinier - 3.117 m
- Pic Brun - 3.117 m
- Pic de Rochelaire - 3.108 m
- Petit Pinier - 3.100 m
- Tête de Dormillouse - 3.084 m
- Tête du Plumel - 3.065 m
- Tête de Couleau - 3.038 m
- Mourre Froid - 2.996 m
- Tête de Gaulent - 2.867 m